# Campalto (otok)
Campalto ([kampàlto]) je otok v Beneški laguni v Jadranskem morju. Ime je dobil po bližnjem istoimenskem naselju na kopnem. Upravno spada pod italijansko deželo Benečija (pokrajina Benetke).
V 18. stoletju je Beneška republika zgradila na njem utrdbo, eno od osmih v laguni, ki je služila svojemu namenu vse do druge svetovne vojne, ko je bila na njem nameščena protiletalska postojanka. V šestdesetih letih 20. stoletja je bil otok odlagališče odpadnega materiala iz muranskih steklarn, kar je znatno povečalo njegovo površino. Pozneje, v 90. letih, je bila ta dejavnost prepovedana in nove obale so bile utrjene. Zgrajen je bil tudi manjši pomol in pristan za manjša plovila. Danes je priljubljena izletniška točka za kajake in jadrnice. Do nedavnega je bil otok pod državno zaščito, sedaj pa je prevzela njegovo upravo občina Venezia.